# Stazione di Bordighera
Stazione di Bordighera vasútállomás Olaszországban, Bordighera településen.

## Vasútvonalak
Az állomást az alábbi vasútvonalak érintik:
- Genova–Ventimiglia-vasútvonal

## Kapcsolódó állomások
A vasútállomáshoz az alábbi állomások vannak a legközelebb:
- Stazione di Vallecrosia
- Stazione di Sanremo (2001–)
- Stazione di Ospedaletti Ligure (–2001)